# Melisa Rodríguez
Pour les articles homonymes, voir Rodríguez.
Melisa Rodríguez Hernández, née le 9 juillet 1986, est une femme politique espagnole membre de Ciudadanos.
Elle est élue députée de la circonscription de Santa Cruz de Tenerife lors des élections générales de décembre 2015.

## Biographie

### Vie privée
Bien que née à Londres, Melisa Rodríguez est originaire de La Palma dans les îles Canaries. Elle est célibataire.

### Études et profession
Elle est diplômée en architecture de l'École technique supérieure d'architecture de Barcelone (ETSAB), l'une des deux écoles d'architecture de l'université polytechnique de Catalogne (UPC). Elle possède également un master en énergies renouvelables obtenu à l'université européenne des îles Canaries (UEC).
Après avoir travaillé dans plusieurs études d'architectes, dont le Studio Mumbai en Inde, elle crée la firme de bijouterie Lepa Punca. Elle a vécu dans divers pays comme la Slovénie, l'Inde ou Cap-Vert, et elle parle anglais, portugais et catalan, en plus de l'espagnol.

### Candidate à la présidence des Canaries
Membre du groupement de Ciudadanos de Tenerife dès sa fondation, en 2014, elle affronte Manuel Romero, professeur d'Économie appliquée de l'université de Las Palmas de Gran Canaria (ULPGC), lors des primaires internes visant à désigner le candidat de la formation à la présidence de la communauté autonome des îles Canaries lors des élections canariennes de mai 2015. Elle remporte le plébiscite par une voix de différence et est investie tête de liste dans la circonscription de Tenerife. Le parti ne remporte cependant aucun siège au terme du scrutin.

### Députée au Congrès
En juillet suivant, elle remporte l'investiture du parti en vue des élections générales de décembre 2015 dans la circonscription de Santa Cruz de Tenerife,,. En août 2015, elle intègre la direction nationale de Ciudadanos. Sa liste remporte alors près de 10,5 % des voix et un des sept mandats en jeu. Élue au Congrès des députés, elle est désignée porte-parole à la commission des Affaires étrangères et à celle de l'Industrie, de l'Énergie et du Tourisme. Membre titulaire de la délégation espagnole à l'Assemblée parlementaire du Conseil de l'Europe, elle est également membre suppléante de la députation permanente.
Réélue députée lors du scrutin législatif anticipé de juin 2016,, elle est promue porte-parole adjointe du groupe parlementaire. Conservant ses précédentes responsabilités parlementaires, elle obtient, en plus, le poste de porte-parole à la commission de la Transition écologique. Lors du deuxième congrès du parti, en février 2017, elle est élue secrétaire à la Jeunesse et responsable du domaine de l'Environnement et de l'Énergie de la direction nationale.
Elle est réélue lors des élections générales du 28 avril 2019.